# Papaipema insulidens
Papaipema insulidens är en fjärilsart som beskrevs av Bird 1902. Papaipema insulidens ingår i släktet Papaipema och familjen nattflyn. Inga underarter finns listade i Catalogue of Life.